# Rock industriel
 (juillet 2009).
Si vous disposez d'ouvrages ou d'articles de référence ou si vous connaissez des sites web de qualité traitant du thème abordé ici, merci de compléter l'article en donnant les références utiles à sa vérifiabilité et en les liant à la section « Notes et références ».
Genres dérivés
Metal industriel
Genres associés
Metal avant-gardiste, metal alternatif, noise rock, nu metal, new wave, cyber metal
Le rock industriel est un genre musical mêlant la musique industrielle et le rock, ayant émergé lorsque certains groupes rock commencèrent à intégrer dans leur musique des  samples inspirés de la musique industrielle. Ce genre a ensuite intégré de fortes influences du heavy metal pour évoluer vers une forme dénommée metal industriel.
Aujourd'hui, un bon nombre de labels d'origine de la musique industrielle a disparu ou n'a qu'une activité restreinte, et l'étiquette de rock industriel définit désormais tout groupe mélangeant une instrumentation synthétique et une esthétique rock plus conventionnelle.

## Histoire
Le rock industriel apparaît dans le courant des années 1980, croisement de l'industriel en pleine évolution, du rock indépendant et du metal qui connaît son heure de gloire. Les premiers groupes de musique industrielle avaient déjà à l'occasion utilisé la guitare électrique dans leur musique, mais on ne pouvait pas réellement parler d'une filiation de genres, la musique industrielle rejetant le star-système qui accompagnait le heavy metal des années 1970. Avec l'évolution de celui-ci, l'apparition de nouveaux genres et le durcissement des sons, il était inévitable que certains groupes s'essaient à une hybridation, mêlant les thématiques et les sons de l'industriel aux instruments et à la furie du metal. Les premiers albums des Swans, Fœtus, Nine Inch Nails, Laibach, Ministry, Godflesh, certains Voivod, certains Die Krupps donnent ses lettres de noblesse au genre.
Richie Unterberger considère le Red Krayola comme « un précurseur du rock industriel ». Émergeant de la scène no wave new-yorkaise du début des années 1980, les Swans produisent un punk rock lent et lourd : guitares saturées et distordues, rythmes chaotiques et chant grondant... écartelés entre des origines punk et une démarche qui les rattache à la scène industrielle, ils sont sans doute le premier groupe à mériter le terme de rock industriel. Fœtus, projet protéiforme de J.G.Thirlwell, s'attaque pour sa part à une multitude de genres, les passant à sa très personnelle moulinette : une partie des compositions résultantes relève de ce rock industriel naissant. En France, les représentants du rock industriel sont les Treponem Pal.

### Fusion avec le metal
Ministry leur emboîte le pas en 1988, ajoutant sur plusieurs titres de l'album The Land of Rape and Honey des guitares nettement influencées par le heavy metal : les albums suivants ne viennent que confirmer le mouvement amorcé,. À la même époque, KMFDM prend un virage du même genre, alliant des beats électroniques puissants à des riffs de guitare typiques. Provenant de la scène metal, Justin Broadrick, ex-Napalm Death fonde Godflesh, créant une fusion à base de guitares distordues, d'une basse et de beats électroniques puissants.

### Popularisation

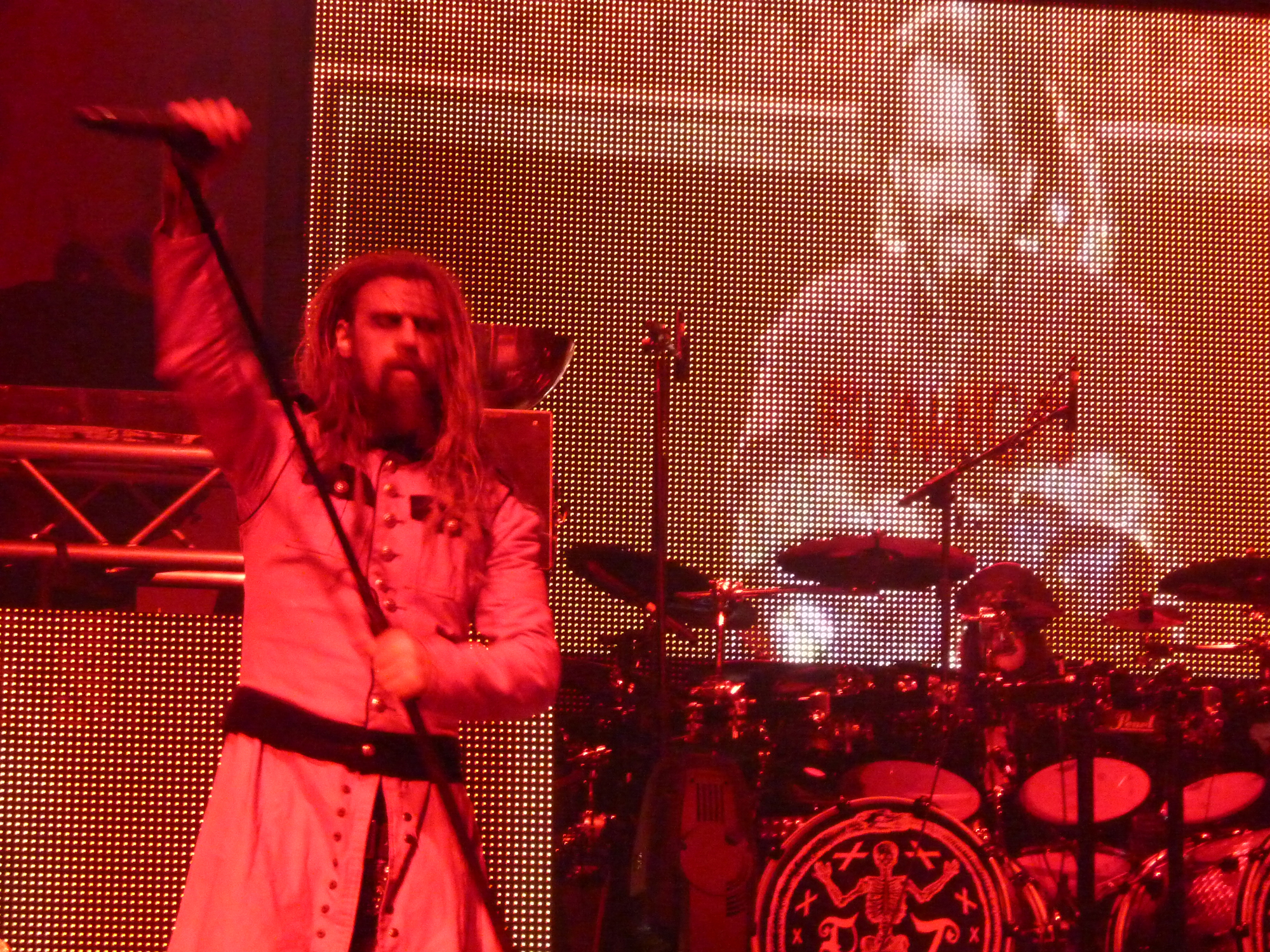
Rob Zombie et Joey Jordison en Concert à Glasgow en 2011.

Prolongeant ces groupes séminaux, une véritable scène metal industriel se développe au début des années 1990, particulièrement en Amérique du Nord. De nombreux groupes industriels teintent leurs compositions de ces nouveaux sons, dont des groupes de premier plan tels que Skinny Puppy, Front Line Assembly ou Die Krupps. Le genre se développe au point d'obtenir finalement une véritable notoriété tant auprès du grand public que du public metal avec des groupes tels que Nine Inch Nails, Marilyn Manson, Rammstein, Oomph! ou bien Fear Factory. Tout un pan de la scène metal se trouve progressivement assimilé au metal industriel, par ignorance du reste de la scène industrielle : des groupes comme Strapping Young Lad, Static-X, Rob Zombie ou Dope sont représentatifs de cette tendance. Le metal industriel est probablement le seul sous-genre de la musique industrielle qui a rencontré un public abondant, au point que le terme s'est dévoyé jusqu'à englober certains groupes de crossover ou désigner pour le public metal tout groupe particulièrement pêchu et usant d'électronique.[réf. nécessaire]

### Scène francophone
Quelques groupes francophones figurent dans ce genre musical, les principaux étant The Young Gods, Dagoba, Les Tétines Noires,  Treponem Pal, Strugg, Mass Hysteria, Sin, Punish Yourself, Undercover Slut, Porn, Malmonde, The CNK et Collapse, Shane Cough.

## Labels
Les labels comprennent notamment : Dynamica, Metropolis Records, Wax Trax! Records, et Earache Records.

## Albums notables
| Année | Groupe                 | Album                                                 | Label                |
| ----- | ---------------------- | ----------------------------------------------------- | -------------------- |
| 1987  | Einstürzende Neubauten | Fuenf Auf Der Nach Oben Offenen Richterskala          | Some Bizzare         |
| 1988  | Ministry               | The Land of Rape and Honey                            | Sire Records         |
| 1989  | Nine Inch Nails        | Pretty Hate Machine                                   | TVT Records          |
| 1989  | Ministry               | The Mind Is a Terrible Thing to Taste                 | Sire Records         |
| 1989  | Voivod                 | Nothingface                                           | Noise Records        |
| 1989  | Treponem Pal           | Treponem Pal                                          | Roadrunner Records   |
| 1989  | Godflesh               | Streetcleaner                                         | Earache Records      |
| 1990  | Cop Shoot Cop          | Consumer Revolt                                       | Big Cat Records (en) |
| 1992  | Pitchshifter           | Submit                                                | Earache Records      |
| 1992  | Ministry               | Psalm 69: The Way to Succeed and the Way to Suck Eggs | Sire Records         |
| 1992  | Nine Inch Nails        | Broken                                                | Island               |
| 1993  | Cubanate               | Antimatter                                            | Dynamica             |
| 1993  | Kill the Thrill        | Dig                                                   | Atypeek Music        |
| 1994  | Killing Joke           | Pandemonium                                           | Butterfly            |
| 1995  | Filter                 | Short Bus                                             | Reprise Records      |
| 1995  | Rammstein              | Herzeleid                                             | Motor Music          |
| 1996  | Samael                 | Passage                                               | Century Media        |
| 1996  | KMFDM                  | Nihil                                                 | Wax Trax! Records    |
| 1996  | Laibach                | Jesus Christ Superstars                               | Mute                 |
| 1996  | Marilyn Manson         | Antichrist Superstar                                  | Interscope Records   |
| 1997  | Strapping Young Lad    | City                                                  | Century Media        |
| 1997  | Rammstein              | Sehnsucht                                             | Motor Music          |
| 1998  | Genitorturers          | Sin City                                              | Steamhammer (en)     |
| 2001  | Rammstein              | Mutter                                                | Motor Music          |